# Сан-Валлі (Айдахо)
Сан-Валлі (англ. Sun Valley, дослівно —«сонячна долина») — місто та гірськолижному курорті в окрузі Блейн, штат Айдахо, США.

## Історія
Зі спадом золотої лихоманки 1860 — 1870 років місцеві старателі почали займатися фермерством. Замість золотовидобування основним родом діяльності в регіоні стало вівчарство. Воно настільки міцно увійшло в життя поселенців, що навіть настання епохи авто- і залізничних перевезень мало вплинуло на їх ужиток. Зірковий час Сан-Валлі прийшов після олімпіади в Лейк-Плесіді в 1932 році, коли промисловець Аверелл Гарріман уповноважив австрійського професійного гірськолижника графа Фелікса Шаффготша досконально дослідити Скелясті гори в пошуках оптимального місця для створення висококласного гірськолижного курорту. 1936 року Шаффготш опинився в шахтарському містечку Кетчум. Він писав Гарріману:
| Тут більше чудових перспектив для центру зимових видів спорту, ніж в будь-якому місці в США, Швейцарії чи Австрії з тих, що я бачив. Оригінальний текст (англ.) It contains more delightful features for a winter sports center than any other place I have seen in the United States, Switzerland or Austria. |

Всього лише за 7 місяців і за допомогою внесків у розмірі 1,5 мільйона доларів на місці колишнього ранчо побудували чотириповерховий курорт та обладнали лижні траси на довколишніх горах Долар та Проктор. Нинішня головна траса Сан-Валлі на горі Болд-Маунтін не входила в початкові плани; для її спорудження в 1930-х роках були відсутні відповідні технології. Для управління маркетингом курорту був найнятий Стів Ханнаган, який створив пляжі Маямі-Біч в їх нинішньому вигляді. Саме він вибрав для курорту ім'я й запросив туди таких кінозірок як Еррол Флінн та Кларк Ґейбл. До другої зими був збудований головний готельний комплекс, і на курорт приїхали інші відомі люди, у тому числі Ернест Хемінгуей, який написав в Сан-Валлі роман «По кому подзвін» . Для забезпечення більшого комфорту Гарріман розробив ідею крісельного підйомника. Розробку конструкції він доручив інженеру Union Pacific Джеймсу Каррану. За основу було взято систему вантаження бананів на кораблі, з якою Карран мав справу перебуваючи у тропіках. В 1937 році крісельний підйомник був запатентований. В Сан-Валлі також з'явилися перші в світі дитячі фрірайд-траси та гірськолижна школа. Курорт є популярним місцем для кінозйомок. Одним з перших знятих там фільмів в 1941 році стала стрічка Серенада сонячної долини. На цей момент в Сан-Валлі знято близько 30 фільмів та серіалів різних жанрів . У воєнні роки курорт був закритий, а в Сан-Валлі розмістився шпиталь ВМФ США . 13 квітня 1947 року село Сан-Валлі отримало статус міста. Першим мером став Він Грей, який пропрацював на цій посаді 22 роки. Нині в Сан-Валлі мають власні будинки такі зірки, як Арнольд Шварценеггер , Клінт Іствуд, Демі Мур, Сильвестр Сталоне та інші .

## Географія
Сан-Валлі розташований за координатами 43°41′2″ пн. ш. 114°20′3″ зх. д. / 43.68389° пн. ш. 114.33417° зх. д. (43.683852, -114.334203), у північно-західній частині округу Блейн по сусідству з містечком Кетчум. Висота центральної частини міста становить 1741 м. Площа міста становить 24,7 км². Відстань безпосередньо до столиці штату, Бойсе, становить 161 км . Через місто простягнулося внутрішньоштатне шосе 75 . Сан-Валлі обслуговується аеропортом імені Фрідмена .
За даними Бюро перепису населення США в 2010 році місто мало площу 25,63 км², з яких 25,60 км² — суходіл та 0,03 км² — водойми.

### Клімат
| Клімат : Сан-Валлі    | Клімат : Сан-Валлі | Клімат : Сан-Валлі | Клімат : Сан-Валлі | Клімат : Сан-Валлі | Клімат : Сан-Валлі | Клімат : Сан-Валлі | Клімат : Сан-Валлі | Клімат : Сан-Валлі | Клімат : Сан-Валлі | Клімат : Сан-Валлі | Клімат : Сан-Валлі | Клімат : Сан-Валлі | Клімат : Сан-Валлі |
| Показник              | Січ.               | Лют.               | Бер.               | Квіт.              | Трав.              | Черв.              | Лип.               | Серп.              | Вер.               | Жовт.              | Лист.              | Груд.              | Рік                |
| Середній максимум, °C | −1,1               | 2,2                | 4,6                | 11,2               | 17,7               | 21,8               | 28,1               | 27,6               | 22,4               | 15,8               | 6,7                | 0,2                | 13,1               |
| Середній мінімум, °C  | −17,6              | −15,8              | −12,5              | −5,8               | −1,6               | 1,4                | 3,5                | 2,8                | −1,2               | −5,1               | −9,8               | −15,8              | −6,4               |
| Норма опадів, мм      | 66                 | 41                 | 30                 | 24                 | 41                 | 42                 | 19                 | 21                 | 23                 | 24                 | 42                 | 66                 | 439                |
| --------------------- | ------------------ | ------------------ | ------------------ | ------------------ | ------------------ | ------------------ | ------------------ | ------------------ | ------------------ | ------------------ | ------------------ | ------------------ | ------------------ |
| Джерело:              |                    |                    |                    |                    |                    |                    |                    |                    |                    |                    |                    |                    |                    |

## Демографія

### Перепис 2010 року
Згідно з переписом 2010 року, у місті проживало 1 406 осіб у 622 домогосподарствах у складі 367 родин. Густота населення становила 54,9 особи/км². Було 2 597 помешкань, середня густота яких становила 101,5/км². Расовий склад міста: 96,4 % білих, 0,2 % афроамериканців, 0,2 % індіанців, 0,8 % азіатів, 0,1 % тихоокеанських остров'ян, 1,0 % інших рас, а також 1,3 % людей, які зараховують себе до двох або більше рас. Іспанці та латиноамериканці незалежно від раси становили 4,6 % населення.
Із 622 домогосподарств 15,4 % мали дітей віком до 18 років, які жили з батьками; 53,5 % були подружжями, які жили разом; 4,0 % мали господиню без чоловіка; 1,4 % мали господаря без дружини і 41,0 % не були родинами. 34,6 % домогосподарств складалися з однієї особи, в тому числі 14,6 % віком 65 і більше років. У середньому на домогосподарство припадало 1,95 мешканця, а середній розмір родини становив 2,45 особи.
Середній вік жителів міста становив 53,9 року. Із них 11,5 % були віком до 18 років; 7,3 % — від 18 до 24; 18,8 % від 25 до 44; 32,1 % від 45 до 64 і 30,1 % — 65 років або старші. Статевий склад населення: 50,8 % — чоловіки і 49,2 % — жінки.
Середній дохід на одне домашнє господарство  становив 91 787 доларів США (медіана — 63 750), а середній дохід на одну сім'ю — 115 629 доларів (медіана — 81 154). Медіана доходів становила 31 625 доларів для чоловіків та 32 500 доларів для жінок. За межею бідності перебувало 7,6 % осіб, у тому числі 10,3 % дітей у віці до 18 років та 1,3 % осіб у віці 65 років та старших.
Цивільне працевлаштоване населення становило 788 осіб. Основні галузі зайнятості: мистецтво, розваги та відпочинок — 39,7 %, освіта, охорона здоров'я та соціальна допомога — 18,9 %, науковці, спеціалісти, менеджери — 11,0 %, будівництво — 10,3 %.

### Перепис 2000 року
Згідно з переписом 2000 року, в місті проживало 1 427 осіб у 594 домогосподарствах у складі 343 родин. Густота населення становила 55,8 особи/км². Було 2 339 помешкань, середня густота яких становила 91,5/км². Расовий склад міста: 92,43 % білих, 0,35 % афроамериканців, 0,42 % індіанців, 0,77 % азіатів, 4,20 % інших рас і 1,82 % людей, які зараховують себе до двох або більше рас. Іспанці та латиноамериканці незалежно від раси становили 7,15 % населення.
Із 594 домогосподарств 16,3 % мали дітей віком до 18 років, які жили з батьками; 52,5 % були подружжями, які жили разом; 4,2 % мали господиню без чоловіка, і 42,1 % не були родинами. 34,7 % домогосподарств складалися з однієї особи, в тому числі 10,3 % віком 65 і більше років. У середньому на домогосподарство припадало 1,97 мешканця, а середній розмір родини становив 2,50 особи.
Віковий склад населення: 11,9 % віком до 18 років, 12,2 % від 18 до 24, 21,9 % від 25 до 44, 36,7 % від 45 до 64 і 17,3 % років і старші. Середній вік жителів — 48 років. Статевий склад населення: 51,1 % — чоловіки і 48,9 % — жінки.
Середній дохід домогосподарств у місті становив US$71 000, родин — $85 000. Середній дохід чоловіків становив $31 979 проти $27 143 у жінок. Дохід на душу населення в місті був $50 563. Приблизно 2,7 % родин і 14,9 % населення перебували за межею бідності, включаючи 15,7 % віком до 18 років і 2,4 % від 65 і старших.